# Strato emivalente
Per strato emivalente o spessore emivalente o SEV (HVL in inglese) si definisce uno spessore di un dato materiale in grado di ridurre della metà l'intensità di una radiazione del suo valore originario.
Spesso il valore dello strato emivalente è usato per indicare la qualità (ovvero la sua capacità penetrativa) di una data radiazione.

## Esempi
Esempi di valore di strato emivalente per un fascio di raggi gamma di 3 MeV:
- Aria: 12.000 cm
- Acqua: 14 cm
- Calcestruzzo: 9 cm
- Piombo: 1,4 cm